# R.E.M. Live from Austin, TX
R.E.M. Live from Austin, TX — концертный DVD-диск группы R.E.M. записанный для музыкальной программы Austin City Limits, издан в 2010 году. DVD включает в себя три песни, которые не транслировались в этой программе — «So. Central Rain (I’m Sorry)», «Fall on Me» и «Imitation of Life».

## Список композиций
Все песни написаны Питером Баком, Майком Миллзом и Майклом Стайпом, за исключением отмеченных.
1. «Living Well Is the Best Revenge»
2. «Man-Sized Wreath»
3. «Drive»
4. «So. Central Rain»
5. «Accelerate»
6. «Fall on Me»
7. «Hollow Man»
8. «Electrolite»
9. «Houston»
10. «Supernatural Superserious»
11. «Bad Day»
12. «Losing My Religion»
13. «I’m Gonna DJ»
14. «Horse to Water»
15. «Imitation of Life»
16. «Until the Day Is Done»
17. «Man on the Moon»

## Участники записи
R.E.M.
- Питер Бак — гитара
- Майк Миллз — бас-гитара, бэк-вокал, клавишные, фортепиано
- Майкл Стайп — вокал

Дополнительные музыканты
- Скотт Маккагни — гитара, клавишные, бэк-вокал
- Билл Рифлин — ударные, перкуссия